# Mobile Wärmespeicher
Wärmespeicher spielen in der Wärme-Energiewende eine zentrale Rolle. Neben stationären Systemen werden auch mobile Wärmespeicher eingesetzt.
In der Energiewende spielt die Optimierung des Bereiches „Wärme“ eine große Rolle. 2015 betrug der Wärmebedarf der Bundesrepublik Deutschland 54 % des Gesamtenergiebedarfs. Hierunter fallen nicht nur Heiz- und Brauchwasserbereitstellung, sondern auch Prozesswärme (gewerblich als auch industriell). Ein Teil der produzierten Wärme geht über die Abluft bzw. das Abgas ungenutzt in die Atmosphäre über und ist somit verloren. Daher ist ein wichtiger Punkt der Energiewende diese Abwärmepotentiale nutzbar zu machen.

## Hintergrund
Neben der direkten Nutzung der Abwärme, z. B. zur Stromerzeugung, ist es wichtig diese thermische Energie zu speichern, um somit eine zeitliche Entkopplung der Entstehung und Nutzung zu erreichen. Zudem sind Wärmespeicher in der Lage die Wärme kontinuierlich auf einem definierten Temperaturniveau wieder abzugeben. Dies bietet insbesondere bei diskontinuierlichen Produktionsprozessen, z. B. Batchbetrieb von Brennöfen, besondere Vorteile.
Neben der innerbetrieblichen Nutzung der Abwärme kommen mehr und mehr mobile Wärmespeicher zum Einsatz. Hierbei wird die Abwärme der Wärmequelle in einem Containerspeicher oder Silospeicher eingespeist und nach vollständigem Beladen zur Wärmesenke, also zur Nutzung gebracht. Somit ist nicht nur die zeitliche Entkopplung der Wärmeentstehung und Nutzung möglich, sondern auch die räumliche Entkopplung.

## Mobile Wärmespeicher

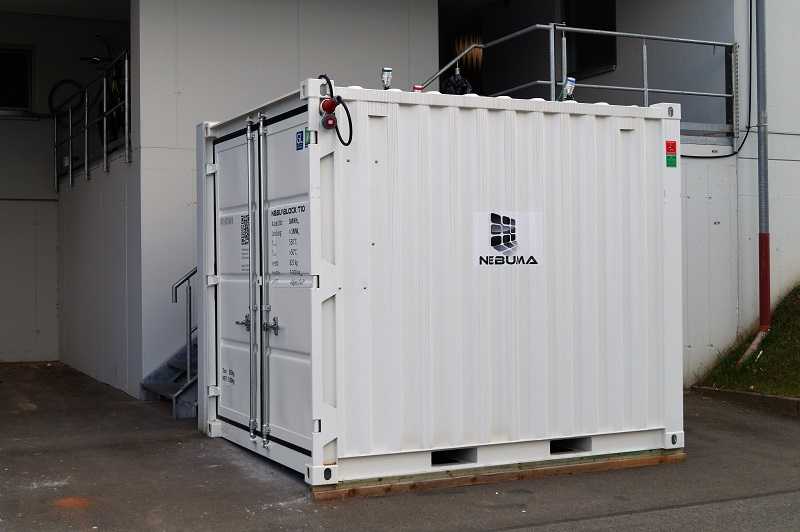
Mobiler Hochtemperaturwärmespeicher

Heute stehen sowohl Nieder-, als auch Mittel- und Hochtemperaturspeicher zur Verfügung. Diese basieren auf unterschiedlichen Speichertechnologien. Klassische Niedertemperaturspeicher sind PCM (Phasenwechselmaterialien)-basiert und können Temperaturen bis ca. 130 °C aufnehmen. Mitteltemperaturspeicher arbeiten meist über Sorptionsmaterialien und gehen bis 250 °C. Darüber hinaus werden sensible Speichermaterialien in den Hochtemperaturspeichern, insbesondere ab 400 °C aufwärts, verwendet.

### Mobile Nieder- und Mitteltemperaturspeicher
Mobile PCM- und Sorptionsspeicher sind als Silospeicher zu finden und haben integrierte Wärmetauscher. Die transportierten Energiemengen liegen im kWh bzw. unteren MWh-Bereich. Einsatzbereich dieser Systeme ist die Erzeugung von Heiz- und Brauchwasser bzw. Bereitstellung von Prozesswärme (kleiner dem eingespeicherten Temperaturniveau).

### Mobile Hochtemperaturspeicher
Mobile Hochtemperaturspeicher werden i. d. R. in klassischen ISO Containern (10 Fuß, 20 Fuß und 40 Fuß) integriert und können Wärme im zweistelligen MWh Bereich aufnehmen und ausliefern. Das Anwendungsspektrum der eingespeicherten Wärme bei Hochtemperaturspeichern ist aufgrund der hohen Temperaturen größer: Rückverstromung, Prozesswärme, Kälte sowie Heiz- und Brauchwasser.

## Transport
Alle mobilen Systeme können mittels klassischer Zugmaschinen transportiert werden. Ein Transport per Bahn, Schiff oder Hubschrauber ist ebenfalls möglich. Im unteren Nieder- bzw. Mitteltemperaturbereich belaufen sich die Transportdistanzen auf kleiner 10 km. Im mobilen Hochtemperaturspeicher betragen die Transportentfernungen bis 60 km.

## Wärmetransport-Cluster
Durch ein großflächige Verfügbarkeit von Wärmequellen und Senken ist der Aufbau eines Clusters möglich. Eine schnelle Entladung der gespeicherten Wärmeenergie ist essentiell für die effiziente Nutzung des Systems. In der Rolle der Senke sind deshalb Schwimmbäder, Gewächshäuser, Krankenhäuser, Rehakliniken, Seniorenheime, Hotels und Schulen ideal. Abfall- und Müllverbrennungsanlagen, Biogasanlagen, Industrieanlagen und Geothermie sind wiederum hervorragende Quellen für Wärmeenergie.
Effiziente Planung beim Zusammenspiel von regionalen Quellen und Senken bietet die Möglichkeit die Transporte kurzfristig anders zuzuordnen. Dies erhöht die Versorgungssicherheit der Senken zusätzlich und gewährleistet größere Abnahmemengen für die Quellen. Ein großflächig angesetztes Versorgungsnetz mithilfe des mobilen Wärmetransportes wird als Cluster bezeichnet.
Im Landkreis Landsberg am Lech und Umgebung entsteht seit 2019 das erste Wärmecluster in Deutschland. Transportiert wird die Wärme mithilfe mehrerer mobiler Latentwärmespeicher, welche von einem LKW zwischen Wärmequelle und Wärmesenke hin und her gefahren werden. Durch die perspektivische Nutzung von elektrischen Zugmaschinen wird das Wärmecluster in den kommenden Jahren vollständig CO2-neutral bedient werden.